# Rutar
Rutar je 155. najbolj pogost priimek v Sloveniji, ki ga je po podatkih Statističnega urada Republike Slovenije na dan 31. decembra 2007 uporabljalo 1.056 oseb, na dan 1. januarja 2011 pa 1.046 oseb ter je med vsemi priimki po pogostosti uporabe zavzel 157. mesto.

## Znani nosilci priimka
- Anton Rutar (1826—1875), rimskokatoliški duhovnik
- Anton Rutar (1886—1983), rimskokatoliški duhovnik, monsinjor
- Anton (Tone) Rutar (1901—1996), učitelj, član organizacije TIGR, publicist, 1990 častni občan občine Nova Gorica
- Boris Rutar (*1954), amaterski slikar, imitator
- Boris Rutar, dr. obramboslovja, sociolog?
- Borut Rutar (*1960), ekonomist, pesnik, kulturni delavec, literat, zgodov. publicist (TIGR)
- Dušan Rutar (*1959), psiholog, filozof, pedagog, psihoanalitik, predavatelj, cinefil, publicist
- France Rutar (1905—2004), veterinar
- Gašper Rutar (*1978), arheolog, koservator
- Jakob Rutar (1900—1972), član organizacije TIGR
- Joško in Aleks Rutar, izdelovalca harmonik
- Jožko Rutar (*1970), filmski producent
- Karel Rutar (1905—1977), zdravnik
- Kristina Rutar (*1989), kiparka, oblikovalka keramike, grafičarka
- Ludvik Rutar (1905—1986), prosvetni delavec, planinec, režiser
- Maksi Rutar (*1957), pedagog, poljudni publicist
- Marija Rutar (1903—1979), učiteljica, muzealka, etnološka zbiralka, knjižničarka
- Matevž Rutar (1904—?), član organizacije TIGR, menedžer
- Matija Rutar (1856—1941), pravnik in politik
- Matija Rutar (1905—1971), član organizacije TIGR
- Miha Rutar, psiholog, doktor zakonske in družinske terapije
- Miloš Rutar (1921—2015), vojaški gornik in smučar, športni organizator, podpolkovnik JLA
- Rudi Rutar (1903—1974), ekonomist in pravnik
- Simon Rutar (1851—1903), zgodovinar, geograf in arheolog
- Sonja Rutar, pedagoginja, prof.
- Srečko Rutar, zdravnik
- Tibor Rutar (*1989), sociolog/politolog, aktivist, publicist
- Tjaša Rutar (*1984), kolesarka
- Tomaž Rutar (1807—1877), duhovnik, homilet in arheolog samouk (domoznanec)
- Tončka Rutar (Tončka Berlič) (1925—2017), agronomka
- Venceslav Rutar (*1950), kemijski fizik (ZDA)
- Vladimir Rutar (1929—2022), duhovnik mariborske nadškofije
- Walter Amigo Dragosavljević Rutar (*1959), pesnik ... ?
- Zora Rutar Ilc, pedagoginja